# 柳霞
柳 霞（柳遐、りゅう か、生没年不詳）は、中国の南北朝時代の人物。字は子昇。本貫は河東郡解県。

## 経歴
南朝梁の臨川王諮議参軍・宜都郡太守の柳季遠（柳元景の弟の柳叔珍の子）の子として生まれた。幼くして文学を好み、12歳のときに南朝梁の西昌侯蕭淵藻と面会して、その所作を賞賛された。廬陵王蕭続が雍州刺史となると、柳霞は召されて主簿となった。邵陵王蕭綸の下で平西府法曹参軍となり、外兵に転じ、尚書工部郎に任じられた。謝挙が尚書僕射となり、柳霞を召し出して語り合うと、感心して「江漢の英霊、ここにおいて見るかな」と評した。
岳陽王蕭詧が雍州に入ると、柳霞はその下で治中となり、まもなく別駕に転じた。蕭詧が襄陽で西魏に藩属すると、柳霞は吏部郎・員外散騎常侍の位を受けた。まもなく車騎大将軍・儀同三司・大都督となり、聞喜県公の爵位を受けた。さらに持節・侍中・驃騎大将軍・開府儀同三司の位を受けた。蕭詧が江陵で帝を称すると、柳霞は襄陽から西魏に帰順した。まもなく郷里に隠棲し、宇文泰や北周の明帝によるたびたびの召命にも応じなかった。蕭詧が死去すると、柳霞は哀哭の礼をささげて、旧主の喪に服した。北周の保定年間にまた召命があると、柳霞ははじめて入朝した。使持節・驃騎大将軍・開府儀同三司・都督霍州諸軍事・霍州刺史に任じられた。
天和年間、死去した。享年は72。宣政元年（578年）、金安二州刺史の位を追贈された。
10人の男子があり、柳靖と柳荘が最も名を知られた。

## 伝記資料
- 『周書』巻42 列伝第34
- 『北史』巻70 列伝第58